# Gutse-eora Geum-sun-a
Gutse-eora Geum-sun-a (굳세어라 금순아?), noto anche con il titolo internazionale Saving My Hubby, è un film del 2002 scritto e diretto da Hyun Nam-seop.

## Trama
Geum-sun, promettente tennista, decide con la nascita della figlia di lasciare il proprio lavoro; quando il proprietario di un locale notturno la chiama per farle sapere che, a causa di numerosi debiti non pagati, ha preso in ostaggio suo marito, la donna decide di prendere in mano la situazione.